# Philiris vicina
Philiris vicina är en fjärilsart som beskrevs av Grose-smith 1898. Philiris vicina ingår i släktet Philiris och familjen juvelvingar. Inga underarter finns listade i Catalogue of Life.